# Дивизион «Поволжье»
Дивизион «Поволжье» — один из дивизионов Молодёжной хоккейной лиги, образованный в 2010 году как один из 4-х дивизионов с целью разделения команд по географическому принципу.
Начиная с сезона 2012/13 является одним из дивизионов Первенства МХЛ.

## Состав дивизиона в сезоне 2011/2012
- «Барс» Казань
- «Белые Тигры» Оренбург
- «Ладья» Тольятти
- «Локо» Ярославль
- «Олимпия» Кирово-Чепецк
- «Реактор» Нижнекамск
- «Толпар» Уфа
- «Чайка» Нижний Новгород